# Nikołaj Basow
Nikołaj Giennadijewicz Basow (ros. Николай Геннадиевич Басов, ur. 14 grudnia 1922 w Usmaniu w obwodzie lipieckim, zm. 1 lipca 2001 w Moskwie) – rosyjski fizyk, noblista.

## Życiorys
Po ukończeniu szkoły w Woroneżu w roku 1941 został wezwany do odbycia służby wojskowej w Wojskowej Akademii Medycznej w Kujbyszewie. W 1943 roku opuścił szkołę i brał udział w walkach na froncie ukraińskim. Studia odbył dopiero po wojnie w Moskiewskim Instytucie Mechaniki (aktualnie Moskiewski Instytut Fizyczno-Techniczny). W 1948 r. zaczął pracować w Instytucie Fizycznym im. Lebiediewa, początkowo jako laborant, później jako inżynier.
W roku 1964 otrzymał, wraz z Charlesem Townesem i Aleksandrem Prochorowem, Nagrodę Nobla w dziedzinie fizyki za fundamentalne prace w dziedzinie elektroniki kwantowej, które doprowadziły do skonstruowania oscylatorów i wzmacniaczy bazujących na zasadzie działania masera i lasera.
W 1977 r. został członkiem zagranicznym PAN.
Został odznaczony m.in. dwukrotnie Medalem „Sierp i Młot” Bohatera Pracy Socjalistycznej (1969 i 1982), Orderem Zasług dla Ojczyzny II klasy (1997), pięciokrotnie Orderem Lenina oraz Orderem Wojny Ojczyźnianej II klasy. Otrzymał Nagrodę Leninowską (1959) oraz Nagrodę Państwową (1989).
Laureat Nagrody Kalinga od UNESCO.